# Peter Michaelis
Peter Georg Michaelis (Múnich, 19 de diciembre de 1900-Berlín, 24 de diciembre de 1975) fue un botánico alemán especializado en herencia citoplasmática y de segregación. La mayor parte de la obra de Michael se llevó a cabo en el período comprendido entre 1940 a 1970, en el Instituto Max Planck para la investigación fitogenética en Colonia / Vogelsang.
Trabajó principalmente en la herencia y la segregación de las mutaciones citoplasmáticos en Epilobium, un género relacionado con Oenothera. Calculó entre 1955 a 1956, la probabilidad estadística de la segregación de dos tipos diferentes de plastidios bajo diferentes condiciones. Con más investigaciones hizo la segregación de un plástido mutante, pudiendo ser la única causa de la variegación observada en las especies. Michaelis creía firmemente en la unidad compleja en el citoplasma, y rechazó las nociones simplistas: tales como el generador de plasma, o que la causa de la herencia citoplasmática se debía únicamente a los plastos y mitocondrias.

## Algunas publicaciones
- Michaelis, P (1951) Interactions between genes and cytoplasm in Epilobium. Cold Spring Harb Symp Quant Biol. 16:121-129
- Michaelis, P (1954) Cytoplasmic inheritance in Epilobium and its theoretical significance. Adv Genet 6:288–402
- Michaelis, P (1959) Cytoplasmic inheritance and the segregation of plasmagenes. X. International Congr. Genet. I. 375-385
- Michaelis, P (1966) The proof of cytoplasmic inheritance in Epilobium (a historical survey as an example for the necessary proceeding). Nucleus 9: 1-16
- Michaelis, P (1971) The investigation of plasmone segregation by the pattern-analysis. Nucleus 10: 1-14